# Manota pollex
Manota pollex är en tvåvingeart som beskrevs av Heikki Hippa 2006. Manota pollex ingår i släktet Manota och familjen svampmyggor. Inga underarter finns listade i Catalogue of Life.